# 瑞丽口岸
瑞丽口岸是中华人民共和国云南省的一个国家一类公路口岸，位于德宏傣族景颇族自治州瑞丽市姐告边境贸易区，对接缅甸掸邦木姐市木姐口岸。

## 历史
1951年建立勐卯支关，隶属昆明海关畹町分关，1956年更名瑞丽支关，1984年脱离畹町，直隶昆明海关，改称瑞丽分关，1985年更名瑞丽海关:284。1978年，云南省人民政府批准建立瑞丽边境工作站（营级），1979年公安部批准升格瑞丽边防检查站（团级）:282。1987年7月，国务院正式批准瑞丽口岸为国家一类开放口岸:163。20世纪80年代，进出口货物以小额贸易的方式通过小船从屯洪、贺闷渡口往来中缅两国，1989年瑞丽架起通往姐告的钢架桥，货物逐渐向姐告分流。2000年，国务院批准设立姐告边境贸易区，实行“境内关外”管理模式:90。姐告边贸区位于瑞丽江东岸，瑞丽市大部分国土位于江西岸，以姐告大桥中心横线为海关监管线，口岸联检中心撤至姐告大桥西侧，姐告边贸区在中国国境之内、海关监管之外。中国出口缅甸的货物出关即出口，自瑞丽口岸进口货物在姐告境内无需申报即可开展一般贸易、加工贸易、转口贸易。2001年，国务院批准瑞丽口岸扩大开放，允许第三国人员经瑞丽口岸出入中国，但因缅方的木姐口岸未对第三国人员开放，第三国人员尚不能通过瑞丽口岸出入中国。
2023年1月8日，瑞丽口岸全面恢复旅客通关，此前3年间因疫情影响，旅客通道实行有限开放，只允许以回国目的过境。

## 通道
瑞丽口岸分为三个通道：国门通道（大国门）、中缅街通道（小国门，边民出入境专用通道）、货场通道（货物出入境专用通道）。瑞丽在姐告境内中缅83号界桩附近修建了滨江通道（第四国门），尚未投入使用。

## 进出口物资
瑞丽口岸是中缅最大陆路口岸，出口产品主要是机电产品和鲜花，进口产品主要是原油、天然气和农产品等。此外，瑞丽口岸也是中国进口中药材通关量最大的口岸，2019年共进口中药材4.17万吨。

## 统计数据
2019年数据，瑞丽口岸进出口总值116.4亿美元，进出口货运量1,745.8万吨，出入境人员1,672.4万人次，出入境交通运输工具484.6万辆次。
自2014年至2019年间，每年都有超过1,600万人次经瑞丽口岸出入中国，大多数为缅甸籍人员，2018年占比达到92.2%。大量缅甸籍人员在瑞丽市从事经商、建筑、加工行业。2018年统计，瑞丽口岸已成为中国出入境人员排名第五（仅次于广东拱北、皇岗、罗湖、深圳湾）、出入境运输工具排名第二（仅次于广东皇岗）的公路口岸，两项指标均为沿边口岸第一:37。
| 年份 | 货运量（万吨） | 客运量（万人次） | 交通工具（辆） | 参考 |
| ---- | -------------- | ---------------- | -------------- | ---- |
| 2011 | 135.23         | 1,053.07         | 2,329,982      | :443 |
| 2012 | 144.70         | 1,250.25         | 2,637,980      | :539 |
| 2013 | 186.33         | 1,449.97         | 3,040,703      | :574 |
| 2014 | 346.49         | 1,670.92         | 3,541,409      | :623 |
| 2015 | 414.84         | 1,606.55         | 3,609,953      | :606 |
| 2016 | 422.53         | 1,641.71         | 4,391,057      | :616 |
| 2017 | 788.3384       | 1,768.3890       | 4,352,721      | :618 |
| 2018 | 1,404.22       | 1,736.59         | 4,094,986      | :596 |